# جوز قندی

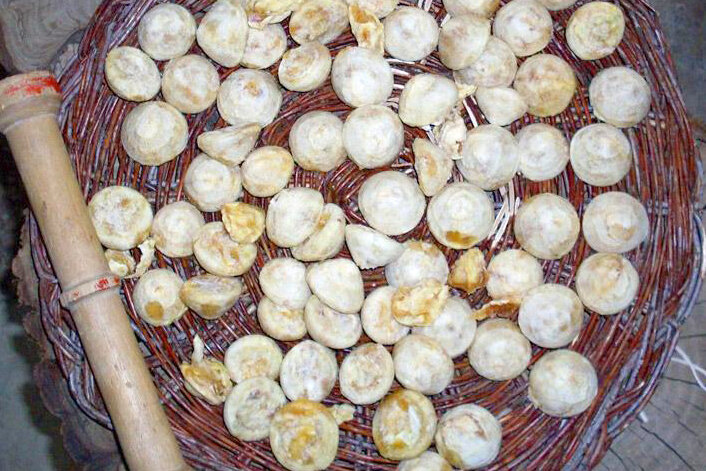
شیرینی جوزغند

جوزغند یک نوع شیرینی محلی است که از نوعی هلوی محلی به اسم الگ که توسط زنان در روستاها و شهرهای منطقه کاشان بزرگ از جمله نراق از شهرهای استان مرکزی و شهرستان‌های کاشان و نطنز درست می‌شود. این سوغات محلی از گرانترین سوغات‌های محلی شهرهای ایران به‌شمار می‌رود.
جوزغند در سال ۱۳۹۴  به شماره ثبت ۱۱۳۰ به ثبت ملی رسیده و از همان سال جشنواره جوزغند در اوایل پاییز در نراق برگزار می‌شود. دانش تولید جوزقند به شماره ۱۸۵۲ با محوریت قمصر و برزک تیر سال ۱۳۹۸ در فهرست میراث فرهنگی ناملموس کشور به ثبت رسیده است.
بالا بودن کیفیت مواد اولیه موجود در این نوع شیرینی و سخت بودن مراحل ساخت باعث افزایش قیمت این محصول شده است.

## نام‌گذاری
جوزغند از دو بخش جوز و غند تشکیل شده است. جوز هم به معنی گردو و هم به معنی شفتالوی خشک‌شده است و غند نیز مخفف آغند به معنی پر کردن و غنی کردن است. این شیرینی اشتباهاً جوزقند نیز نوشته می‌شود اما املای درست آن در اصل با «غ» است.

## تاریخچه
قدمت تولید جوزغند در منطقه را به بیش از ۴۰۰ سال پیش یعنی در زمان صفویان نسبت می‌دهند و از همان دوران زنان نراقی به تولید این محصول می‌پرداختند. این خوراکی در گذشته نقش جیره جنگی را نیز داشته است اما در حال حاضر یک شیرینی سنتی محسوب می‌شود.

## طریقه آماده‌سازی
برای درست کردن این شیرینی میوه هلو را پوست می‌کنند و سه روز در پشت بام قرار می‌دهند تا آفتاب بخورد و خشک شود. سپس هسته آن را خارج می‌کنند و یک روز دیگر در آفتاب می‌ماند. اغلب در میان آن گردو قرار می‌دهند و پودر هل و دارچین و مغز شیرین‌شده زردآلو یا بادام یا هلو را مخلوط می‌کنند و داخلش می‌گذارند.
در نراق این محصول به غیر از الگ با میوه آلو، انجیر، گلابی و حتی انگور هم ساخته می‌شود. جوزغند در روستاهای اطراف نطنز از جمله ولوجرد از هلوی سفید و انجیر محلی و یک نوع گلابی به نام گمب تهیه می‌شود.

## نگارخانه

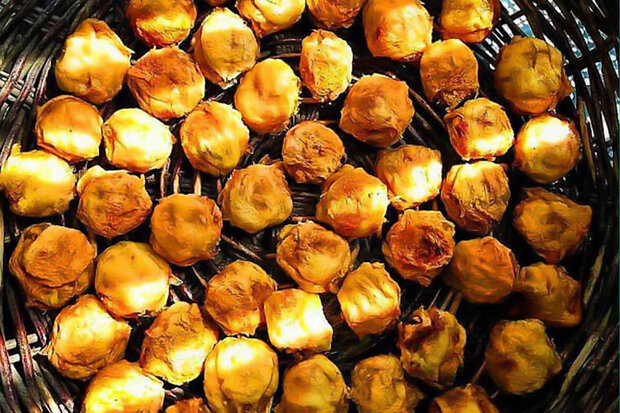
جوز قندی در یک سبد
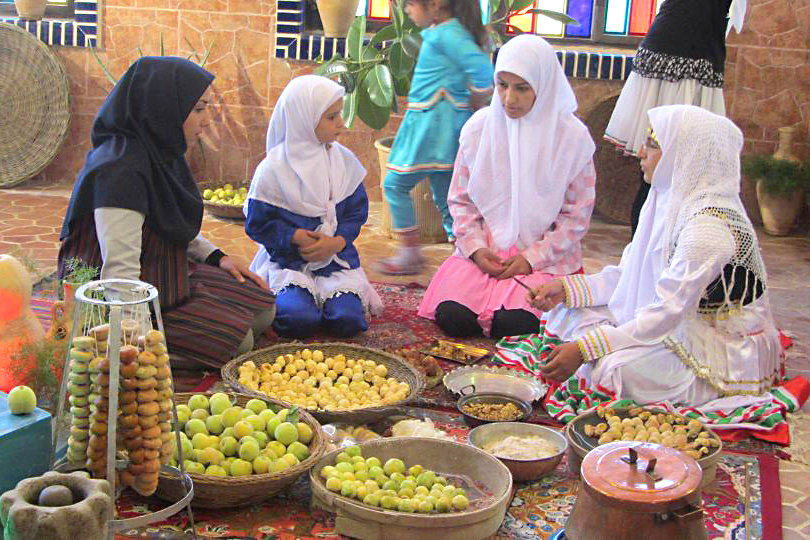
زنان نراقی در حال آماده‌سازی جوزغند